# Laholms kontrakt
Laholms kontrakt var ett kontrakt i Göteborgs stift inom Svenska kyrkan i Hallands län. Kontraktet upphörde 31 mars 2007 då de ingående församlingarna övergick i Halmstads och Laholms kontrakt.
Kontraktskoden var 0817. 

## Administrativ historik
Kontraktet fanns från 1600-talet och omfattade 
- Laholms stadsförsamling som 1972 namnändrades till Laholms församling
- Laholms landsförsamling som 1972 uppgick i Laholms församling
- Veinge församling som 1998 uppgick i Veinge-Tjärby församling
- Tjärby församling som 1998 uppgick i Veinge-Tjärby församling
- Knäreds församling
- Ränneslövs församling som 2002 uppgick i Ränneslöv-Ysby församling
- Ysby församling som 2002 uppgick i Ränneslöv-Ysby församling
- Östra Karups församling som 1972 överfördes till Bjäre kontrakt och Lunds stift
- Skummeslövs församling
- Hasslövs församling som 2006 uppgick i Hasslöv-Våxtorps församling
- Våxtorps församling som 2006 uppgick i Hasslöv-Våxtorps församling
- Hishults församling
- Breareds församling som 1962 överfördes till Halmstads kontrakt
- Enslövs församling som 1962 överfördes till Halmstads kontrakt
- Snöstorps församling som 1962 överfördes till Halmstads kontrakt
- Eldsberga församling som 2005 (alternativt 2004) överfördes till Halmstads kontrakt
- Trönninge församling som 2005 (alternativt 2004) överfördes till Halmstads kontrakt
- Tönnersjö församling som 2005 (alternativt 2004) överfördes till Halmstads kontrakt